# Södra Storgatan, Helsingborg

Södra Storgatan är en gata i centrala Helsingborg. Gatan är en av de äldsta i Helsingborg, med rötter tillbaka till den tidiga medeltiden. Gatan är både bilgata och gågata.

## Sträckning
Södra Storgatan sträcker sig från Stortorgets ostligaste del söderut, för att sluta i en fyrvägskorsning där den korsas av gatorna Bergaliden/Trädgårdsgatan och den fortsatta sträckningen byter namn till Södergatan. Då gatan ligger vid foten av Landborgen möter flera gator upp mot den från väster, medan gator mot öst är mindre förekommande. Går man från norr till söder är den första gatan att möta upp i Södra Storgatan från väster Norra Kyrkogatan i en t-korsning. I nära anslutning till denna leder Billeplatsen upp mot öster och, mot Landborgen och Hallbergs trappor. Efter denna kommer Södra Kyrkogatan från väster. Längre söderut finns den enda fyrvägskorsningen på gatan då gågatan Möllegränden korsar Södra Storgatan och byter namn till Himmelriksgränden när den leder uppför Landborgen. Efter detta kommer de två t-korsningar från väster i form av Karlsgatan och Prästgatan. Till sist leder Lilla Bergaliden mot öster för att sedan möta Bergaliden.

## Gatubild

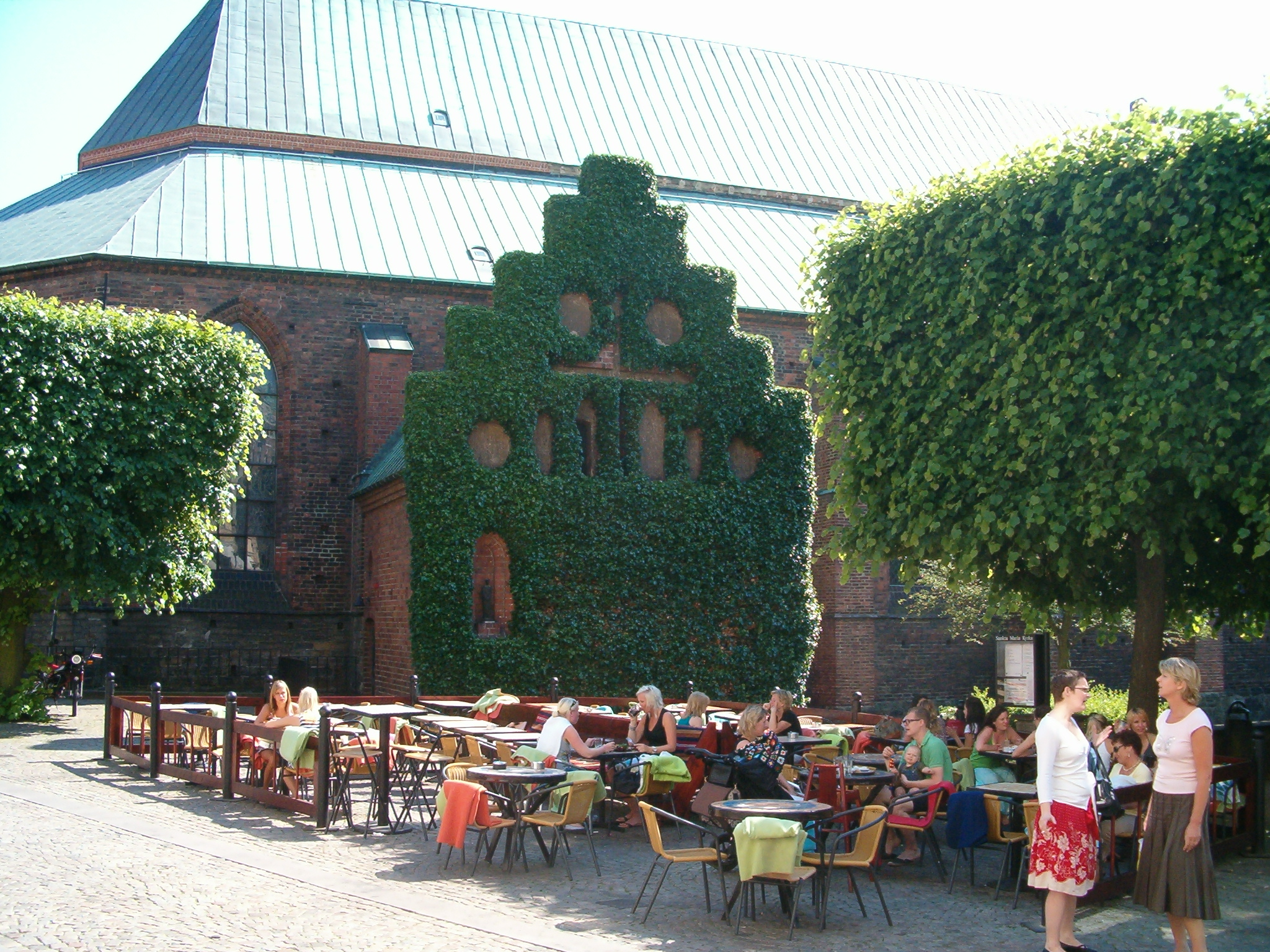
Uteservering längs Södra Storgatan vid Sankta Maria kyrka.

Gatans medeltida ursprung kan läsas i dess oregelbundna form och gatan går i en svag båge från Möllegränden till korsningen vid Bergaliden. Norr om denna sträckning går gatan mer rakt mellan Stortorget och Möllegränden. Vid korsningen Södra Kyrkogatan byter gatan mellan gågata och bilgata, där den norra delen består av en så kallad "gata på de gåendes villkor" fram till Billeplatsen och därefter en ren gågata, och den södra är en bilgata med rätt smala trottoarer. I söder öppnar gatan upp sig mot Bergaliden, då området mellan den och Lilla Bergaliden utgörs av parkering. Gatan får även lite grönska genom trädplanteringen runt Mariakyrkan, längs Norra och Södra Kyrkgatorna.
Bebyggelsen är mycket varierad och här finns hus från 1700-talet fram till idag. Bebyggelsens skala varierar också mellan så högt som femvåningshus ner till tvåvåningshus; oftast är de lägre husen de äldsta. Stilen på bebyggelsen är därför och mycket olika, från enkel tidig nyklassicism till stileklekticism till 20-talsklassicism och slutligen funkis. Några av de mer bemärkningsvärda bostadshusen längs gatan är Trappska gården från 1700-talet i vit puts och mycket intressanta takformer, Södra Storgatan 19, ritat av Alfred Hellerström 1906, i tyrolispirerad stil och de tre funkishusen mot Lilla Bergaliden, ritade av Mogens Mogensen.

### Betydande byggnader
Längs gatan finns ett flertal byggnader av större historisk eller administrativ betydelse för Helsingborg.
- Sankta Maria kyrka
- Apoteket Kärnan
- Bruniushuset
- Maria församlingshem

## Gatuliv
Längs gatan ligger ett flertal butiker, caféer, restauranger och en hel del andra inrättningar. Variationen och utbudet är stort. Bland kaféer och matinrättningar är det populärt att inrätta sig runt Mariakyrkan och längs Södra Storgatan kan man här hitta kaféerna Meze och Bagatelle, som är inriktade på en mer italiensk kafékultur. Båda är även öppna sent på helgerna och fungerar då även som barer. Utöver dessa ligger också barerna Bishops Arms och Zoo Bar längs gatan. Längre söderut på gatan, på Himmelriksgrändens södra sida, ligger Café Annorledes, som har en något mer klassisk svensk karaktär. På den norra sidan av gränden ligger restaurangen Gastro, en av Sveriges bästa restauranger enligt White restaurangguide. Detaljhandeln längs gatan är varierad och spänner mellan klädaffärer, lampaffärer, guldhandlare, skivförsäljare och närbutiker.